# Embouchure du Taravo, plage de Tenutella et étang de Tanchiccia
Embouchure du Taravo, plage de Tenutella et étang de Tanchiccia este o arie protejată (sit de importanță comunitară — SCI) din Franța întinsă pe o suprafață de 126 ha, integral pe uscat.

## Localizare
Centrul sitului Embouchure du Taravo, plage de Tenutella et étang de Tanchiccia este situat la coordonatele 41°42′55″N 8°49′07″E / 41.71528°N 8.81861°E.

## Înființare
Situl Embouchure du Taravo, plage de Tenutella et étang de Tanchiccia a fost declarat arie specială de conservare în baza directivei 92/43 din 1992 referitoare la conservarea habitatelor naturale și a faunei și florei sălbatice pentru a proteja 1 specie de plante și 3 specii de animale.

## Biodiversitate
Situată în ecoregiunea mediteraneană, aria protejată conține 16 habitate naturale: Salicornia și alte specii anuale care populează regiunile mlăștinoase și nisipoase, Liziere de ierburi înalte hidrofile de câmpie și de nivel montan până la alpin, Pajiști umede mediteraneene cu ierburi înalte de Molinio-Holoschoenion, Dune de pe litoral fixate cu Crucianellion maritimae, Iazuri temporare mediteraneene, Cursuri de apă de la nivel de câmpie la nivel montan, cu vegetație Ranunculion fluitantis și Callitricho-Batrachion, Galerii de Salix alba și de Populus alba, Tufărișuri halofile mediteraneene și termo-atlantice (Sarcocornetea fruticosi), Dune de coastă cu Juniperus spp., Vegetație anuală la limita mareei, Dune mobile de-a lungul țărmului cu Ammophila arenaria („dune albe”), Lacuri eutrofice naturale cu vegetație de tip Magnopotamion sau Hydrocharition, Dune mobile cu vegetație embrionară, Pășuni mediteraneene udate de apa mării (Juncetalia maritimi), Dune cu vegetație ierboasă Malcolmietalia, Galerii și tufărișuri riverane sudice (Nerio-Tamaricetea și Securinegion tinctoriae).
La baza desemnării sitului se află mai multe specii protejate:
- plante (1): Linaria flava
- nevertebrate (1): Papilio hospiton
- reptile (2): țestoasa de baltă (Emys orbicularis), țestoasă bănățeană (Testudo hermanni)

Pe lângă speciile protejate, pe teritoriul sitului au mai fost identificate 1 specie de plante, 2 specii de amfibieni, 1 specie de pești.